# E'ñepa
Die E'ñepa (auch Panaré, Penare) sind eine Ethnie in Venezuela, die zu den Orinoko-Parima-Kulturen gezählt wird. Die circa 3540 Angehörigen (Zensus 2001) leben im Bundesstaat Bolívar etwa 250 km südlich der Stadt Caicara del Orinoco westlich des Rio Cuchivero.
Ihre Sprache Panare gehört zu den nordkaribischen Sprachen.

## Wirtschaft
Die E'ñepa betreiben vor allem Subsistenzwirtschaft, bei der die Ernte ebenso wie die Fischerei und die Jagd betrieben wird. Geerntet werden vor allem Yuca und die Früchte der Buriti- und der Pfirsichpalme, ferner werden Honig, Ameisen und essbare Würmer gesammelt. Die Fischerei wird traditionell mit Barbasco betrieben, einer toxischen Pflanze, mit der die Fische betäubt und anschließend eingesammelt werden, es wird aber auch mit Angelschnüren und Haken gefischt, die von Kreolen erworben werden. Die Jagd auf Wild wie Tapire oder Hirsche erfolgte traditionell mit Speeren, mittlerweile werden jedoch Gewehre benutzt.
Eine lange Tradition hat das Handwerk des Korbflechtens, das sich durch den Kontakt mit den Ye’kuana in den 1960ern nachhaltig veränderte. Flechttechniken der Ye’kuana wurden adaptiert, woraus sich neue Ansätze zur Gestaltung ergaben und neue Designs entwickelt wurden. Auf einfachen Webstühlen werden Hängematten und Lendenschurze gefertigt.

## Kunst
Neben der Korbflechterei, das seit den 1960ern zur künstlerischen Hauptausdrucksform der E'ñepa zu zählen ist, spielt die Körperbemalung eine wichtige Rolle. Die Körperbemalung ist hierbei nicht auf bestimmte Lebensabschnitte oder besondere Umstände beschränkt, sondern wird das ganze Leben hindurch im Rahmen von Zeremonien praktiziert. Hände und Füße der Kinder werden von ihren Eltern mit verschiedenen Holzstempeln gefärbt, junge Erwachsene bemalen ihren Körper mit roten geometrischen Figuren, die Farbe dazu wird aus einem Gemisch aus Anatto und tierischem Fett hergestellt.

## Kleidung
Als Kleidung dienen den E'ñepa aus Baumwolle gewobene Lendenschurze, die mit Anatto gefärbt werden. Der Schurz wird zwischen den Beinen über Kreuz getragen und an der Hüfte mit einem Band aus Menschenhaar befestigt, an den Enden sind Quasten angebracht. Junge E'ñepa tragen zusätzlich gewobene Bänder über Brust und Rücken verkreuzt. Im Gegensatz zu anderen indigenen Völkern der Region wechseln die E'ñepa ihre traditionelle Kleidung nicht gegen westliche Kleidung aus, wenn sie kreolische Städte besuchen.

## Schöpfungsmythos der E’ñepa
In der Mythologie der E'ñepa wurde die Welt vom Kulturheros Mareoka für sie erschaffen, er lehrte sie die Herstellung von Hängematten, Blasrohren, Pfeil und Bogen, Korbflechten und das Flöten und Singen.
Eines Tages besuchte Mareoka die E’ñepa, als sie gerade das Katyayïnto'  feierten, das Fest, an dem den Jungen der erste Lendenschurz umgelegt wird. Mareoka blieb und sah ihnen zu, bis das Fest zu Ende war. Er sah sie tanzen. Sie waren schön anzusehen mit ihrem roten Lendenschurz und ihren bemalten Körpern. Am nächsten Morgen wollte Mareoka die Menschen und Tiere miteinander vermischen. So kam es, dass einige Menschen zu Tieren wurden. Er fragte jeden einzelnen: was willst du werden? Sie sagten Hirsch oder Tapir oder Gürteltier. Er lehrte sie geschickt und schnell zu sein. Die E’ñepa hatten sich für das Fest von Kopf bis Fuß geschmückt. Einige waren am ganzen Körper mit Onoto rot gefärbt und da sie sich auch mit Genipa bemalt hatten, waren ihre Hände und ihr Gesicht ganz dunkel. Diese wurden zu Brüllaffen; sie haben heute noch ein rotes Fell mit schwarzem Gesicht und schwarzen Händen. Die schlauen Cebus-Affen sind nicht aus Panare entstanden, sondern aus Weißen. Mareoka verwandelte die Weißen in Affen, als er schon müde war. Er fragte sie gar nicht mehr, was sie werden wollten. Aus ihnen wurden lauter Affen und sie sind zahlreich. Die Weißen kennen die Affen gut, sie wissen, dass sie zur selben Familie gehören. Die E’ñepa haben nicht unrecht, wenn sie die Weißen "Affen" nennen.
Tiere, von denen angenommen wird, es sei ein Nachfahre einer der gemeinsamen Vorfahren, dürfen nicht gegessen werden. Diese ersten Vorfahren lebten an einem Ort namens Arewa, der einerseits auf einem Berg an der Quelle des Rio Cuchivero, andererseits am Ufer des Orinoco vermutet wird. Mareoko nimmt im Glauben der E'ñepa keinen Einfluss mehr auf die Welt aus.

## Religion
Die traditionelle Religion der E'ñepa ist animistisch, da alle Erscheinungen der Natur als beseelt gelten. Eine wichtige Rolle bei der Ausübung spielt der i'yan genannte Medizinmann, der keine besonderen Privilegien genießt. Er wird nach einer selbstgeleiteten Ausbildung ernannt, wenn er für fähig gehalten wird, Krankheiten zu heilen und Zeremonien zu leiten.
Die wichtigsten Zeremonien finden bei Begräbnissen und bei Initiationsritualen statt, deren Ablauf auf Mareoka zurückgeführt wird, werden aber auch im Rahmen der Jagd, der Fischerei und wichtigen Ernten praktiziert. Sie beinhalten Tanz, Gesang und den Genuss von vergorenem Zuckerrohr oder Maniok. Initiationszeremonien finden bei Jungen im Alter zwischen zehn und zwölf statt, bei der diese ihren ersten Lendenschurz erhalten. Begräbniszeremonien sollen sicherstellen, dass die Seelen der Verstorbenen nach Arewa zurückkehren und die Lebenden nicht belästigen.

## Initiation
Das guayuco-Fest, das Fest des Lendenschurzes der E´ñepa, ist die Reifefeier der 10- bis 13-jährigen Knaben bei den E’ñepa als Teil eines komplexen Festzyklus. Er findet alle drei bis vier Jahre statt, erstreckt sich über zwei bis drei Monate und beinhaltet eine Vielzahl feierlicher Tänze und Handlungen. Der Zyklus beginnt mit dem kaimo-Fest: Das Fleisch – kaimo – der auf einer längeren Jagd erlegten Tiere wird in großen Körben zum Gemeinschaftshaus getragen und dort im Gebälk gelagert. Dabei werden Gesänge an die Tiergeister angestimmt. In den nächsten Wochen werden große Mengen Maniok als cachiri-Getränk vergoren und es werden viele casabe-Fladen aus Maniokmehl gebacken. Im Verlauf der Festivitäten wird das Nasenseptum der Jungen durchstoßen. Den Höhepunkt des Festablaufs bildet das katyayïnto', bei dem den Initianden von ihren Paten feierlich der erste Lendenschurz angelegt wird. Diese Initiation in die Welt der Erwachsenen findet bei den E’ñepa nur für die jungen Männer statt.